# シャーウッド数
シャーウッド数（シャーウッドすう、英: Sherwood number) は、トーマス・シャーウッドにちなんだ、物質移動操作に現われる無次元量であり、次式で定義される。
{\displaystyle Sh={\frac {k\cdot L}{D}}}
- k = 境膜物質移動係数 [m/s]
- L = 代表長さ [m]
- D = 拡散係数 [m2/s]

境膜の厚さを δ とすれば、シャーウッド数は、
{\displaystyle Sh={\frac {L}{\delta }}}
となって、代表長さと境膜の厚さの比と見ることができる。

## ヌセルト数との関連
物質移動におけるシャーウッド数は伝熱現象におけるヌセルト数Nu に対応しており、チルトン・コルバーンのアナロジーにより、以下の関係が成り立つ。
{\displaystyle {\frac {Sh}{ReSc^{1/3}}}={\frac {Nu}{RePr^{1/3}}}={\frac {f}{2}}}
ここで、f は摩擦係数である。このアナロジーは充填層内の流れや、レイノルズ数の大きな管内流れなどでよく成立するが、球などの物体回りの流れの場合には形状抵抗のために摩擦係数f はこの式よりも大きくなる。